# 伯納雷島
伯納雷島是蘇格蘭的島嶼，位於大西洋海域，面積10.1平方公里，最高點海拔高度93米，主要經濟活動有漁業、農業和旅遊業，該島嶼自青銅時期已有人類居住，2001年人口僅136人。

## 外部連結
- Panorama of Berneray Beach (QuickTime required)
- Am Paipear Community Newspaper（页面存档备份，存于）
- Berneray community website（页面存档备份，存于）

57°43′10″N 7°11′11″W / 57.71944°N 7.18639°W